# 2-я Речка (приток Камчатки)
2-я Речка (Речка 2-я) — река на полуострове Камчатка в России. Протекает по территории Мильковского района. Длина реки — 12 км.
Истоком реки является родник Киминш, лежащий к северо-западу от Милькова на восточной окраине урочища 1-е Катао. Река течёт в юго-восточном направлении по лесистой местности. В низовьях имеет ширину 10 метров, глубину 80 сантиметров. Пересекается дорогой Мильково-Елизово.
Впадает в реку Камчатка слева на расстоянии 586 км от её устья на высоте около 158 метров над уровнем моря.
По данным государственного водного реестра России относится к Анадыро-Колымскому бассейновому округу. Код водного объекта — 19070000112120000013277.